# Гая Джованніні
Гая Джованніні (італ. Gaia Giovannini; 17 грудня 2001) — італійська волейболістка, догравальник. Олімпійська чемпіонка і переможниця Ліги націй 2024 року.

## Клуби
| Роки      | Команди                    |
| --------- | -------------------------- |
| 2019–2020 | «Монтале»                  |
| 2020–2022 | «Кунео Гранда»             |
| 2022–2023 | «Ігор Горгонзола» (Новара) |
| 2023–     | «Мегаволлей» (Валлефолья)  |

## Досягнення
Олімпійські ігри
- Перше місце (1): 2024

Ліга націй
- Перше місце (1): 2024

## Статистика
Статистика виступів на літніх Олімпійських іграх:
| Рік  | Турнір           | Ігри | Сети | Очки | Ср. | Місце | Примітки |
| ---- | ---------------- | ---- | ---- | ---- | --- | ----- | -------- |
| 2024 | Олімпійські ігри | 5    | 11   | 10   | ,   | 1     |          |